# شاپور (پسر کاووس)
شاپور پسر کاووس از شاهزادگان ساسانی بود. او با پدرش که برای جنگ با انوشیروان بر سر تخت پادشاهی از تبرستان به تیسفون می‌رفت، همراه شد ولی شکست خوردند و مانند پدرش به زندان افتاد. انوشیروان، کاووس را کشت ولی شاپور را در تیسفون نگه داشت. فرزند شاپور یعنی باو در دورهٔ خسرو پرویز به فرمانروایی تبرستان گماشته شد.